# Годда (округ)
Годда (хинди गोड्डा जिला; англ. Godda) — округ в индийском штате Джаркханд. Образован 25 мая 1983 года из части территории округа Сантхал-Паргана. Административный центр — город Годда. Площадь округа — 2110 км². По данным всеиндийской переписи 2001 года население округа составляло 1 047 939 человек. Уровень грамотности взрослого населения составлял 43,1 %, что значительно ниже среднеиндийского уровня (59,5 %). Доля городского населения составляла 3,5 %.